# 옥천군
옥천군(沃川郡)은 대한민국 충청북도 남부에 있는 군이다. 서쪽으로 대전광역시, 남쪽으로 충청북도 영동군 및 충청남도 금산군, 북쪽으로 보은군과 인접하며, 동쪽은 팔음산을 경계로 경상북도 상주시와 접한다. 금강 상류가 서북쪽으로 감입곡류 하며, 경부고속도로와 경부선 철도가 관통한다. 대전광역시와 밀접한 생활권을 형성하며, 근교의 위성도시로서 발전이 기대된다. 군청 소재지는 옥천읍이고, 행정 구역은 1읍 8면이다. 충청북도 남부 출장소가 설치되어 있고, 대학교로는 충북도립대학교가 있다.

## 역사

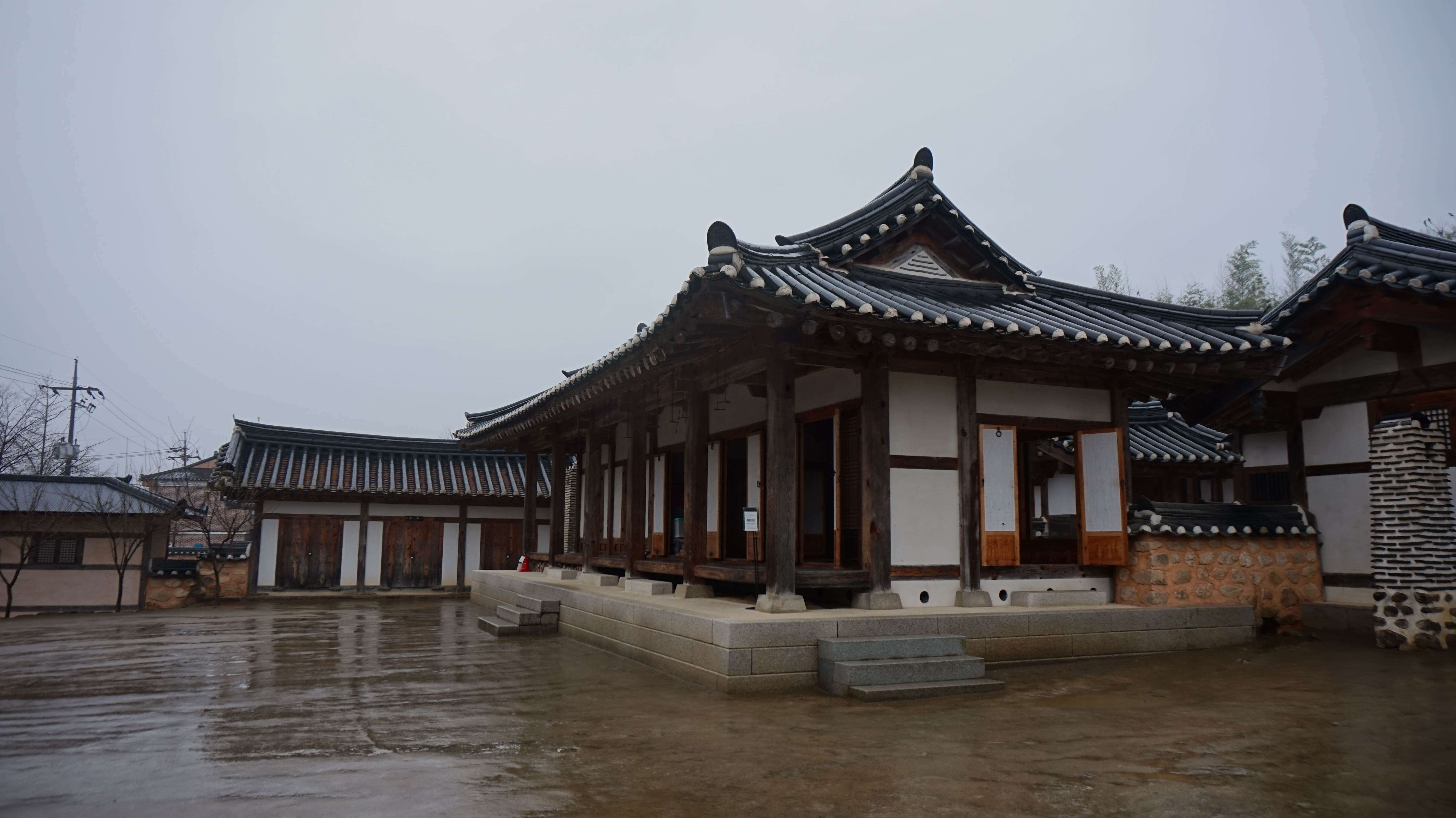
육영수 생가 사랑채

| Daedongyeojido (Gyujanggak) 15-04.jpg | Daedongyeojido (Gyujanggak) 15-03.jpg |
| Daedongyeojido (Gyujanggak) 16-04.jpg | Daedongyeojido (Gyujanggak) 16-03.jpg |

옥천에는 신석기 시대부터 사람이 살았으며, 대천리 신석기 시대 집터에서 유적을 확인할 수 있다. 삼국 시대 옥천을 중심으로 삼국공방이 벌어지기도 했고, 백제 성왕이 전사한 곳으로 잘 알려져 있다. 삼국 시대에는 고시산군, 관산성, 관성, 남북국 시대 때에는 상주 관성군, 고려 시대에는 옥주로 불렸으며, 조선 태종 때에 와서 옥천이라고 불렸다. 고종 때(1895년)에 옥천군이 되었다.
- 조선 중기 옥천군, 청산현
- 1895년 6월 23일(음력 윤5월 1일) 공주부 옥천군으로 개편하였다.
- 1896년 8월 4일 충청북도 옥천군으로 개편하였다.
- 1906년 양내면, 양남이소면, 양남일소면을 영동군에 편입하였다.
- 1914년 4월 1일 옥천군, 청산군을 옥천군으로 통폐합하였다.[2]

| 부령 제111호 | |             |                                                                                                |
| 구 행정구역  | 구 행정구역 | 신 행정구역 | 신 행정구역                                                                                    |
| 옥천군       | 군내면(郡內面) | 내남면      | 교동리, 금구리, 동안리, 마암리, 양수리, 매화리, 문정리, 삼양리, 상계리, 죽향리, 하계리         |
| 옥천군       | 군남면(郡南面) | 내남면      | 가풍리, 구일리, 대천리, 삼청리, 서대리, 장야리                                                 |
| 옥천군       | 안내면(安內面) 답양리, 도율리 일부, 도리동, 동대리, 용촌 일부/(회인군 동면) 노성리 일부, 방하목리 일부/(보은군 수한면) 질신리 일부, 막지리, 용호리, 서대동/방하목리 일부, 월외리/도율리 일부, 정곡리/방곡리/현리 일부, 현리 일부                                     | 안내면      | 답양리, 도율리, 도리리, 동대리, 용촌리, 방하목리, 막지리, 용호리, 서대리, 월외리, 정방리, 현리 |
| 옥천군       | 안남면(安南面) | 안남면      | 도농리, 도덕리, 연주리, 오대리, 오덕리, 인포리, 종미리, 지수리, 청정리, 화학리                 |
| 옥천군       | 이내면(伊內面) 백지리 일부/지동리 일부/지탄리 일부, 칠방리/구룡리/현리 일부/(이남이소면) 하리 일부, 원동리 일부/(영동군 서일면) 장동리 일부, 우산리 일부/(영동군 서일면) 당현리 일부, 현남리/현리 일부/(이남일소면) 강청리 일부/건천리 일부, 지탄리 일부/지동리 일부 | 이내면      | 백지리, 용방리, 원동리, 우산리, 이원리, 지탄리                                                 |
| 옥천군       | 이남일소면(伊南一所面) 강청리 일부, 북개리/장항리 일부/남개리 일부/계촌리 일부, 진평리/건천리 일부, 대동리/중산리 일부/구미리 일부/의평리 일부/윤동리 일부, 장찬리, 지정리/의평리 일부/장항리 일부, 평촌리/계촌리 일부/남개리 일부                                   | 이남면      | 강청리, 개심리, 건진리, 미동리, 의평리, 수목리, 윤정리, 장찬리, 지정리, 평계리                 |
| 옥천군       | 이남이소면(伊南二所面) 남상리/북상리 일부/하리 일부/평산리 일부, 적령리/하리 일부, 소도리/북상리 일부/평산리 일부 | 동이면      | 세산리, 적하리, 평산리                                                                         |
| 옥천군       | 군동면(郡東面) 양이리 일부/용암리/(군남면) 목금리, 행곡리/수남리/지석리 일부, 직탄리/지석리 일부/양이리 일부/지장리 일부, 수북리/지석리 일부, 조령리, 지장리 일부/지석리 일부/양이리 일부, 가덕리/청동리/갈마리/마치리/지장리 일부                                   | 동이면      | 금암리, 남곡리, 석탄리, 수북리, 조령리, 지양리, 청마리                                         |
| 옥천군       | 군서일소면(郡西一所面) 상동리/중동리, 서정리/(군북일소면) 백석리 일부, 오동리, 옥곤리/각신리 일부/(군북일소면) 백석리 일부, 월백리/군전리, 하동리 | 군서면      | 상중리, 서정리, 오동리, 옥각리, 월전리, 하동리                                                 |
| 옥천군       | 군서이소면(郡西二所面) 금천리/증산리/곡촌리 일부, 동산리/평촌리/행정리 일부/곡촌리 일부, 백양리/사음동/하은리 일부, 사기리/행정리 일부, 지경리/상복리/(진산군 동이면) 검동 일부, 상은리/하은리 일부                                                                  | 군서면      | 금산리, 동평리, 사양리, 사정리, 상지리, 은행리                                                 |
| 옥천군       | 군북일소면(郡北一所面) 괴목리/이지리 일부/백석리 일부/자모리 일부/증약리 일부/(군서일소면) 각신리 일부, 자모리 일부, 비야동/증약리 일부/자모리 일부, 항곡리 일부, 와정리/항곡리 일부/대촌 일부                                                                       | 군북면      | 이백리, 자모리, 증약리, 항곡리, 대정리                                                         |
| 옥천군       | 군북이소면(郡北二所面) 소정리, 장사리/욱계리, 보오리/지사리/환평리 일부, 부소리/추동, 환평리 일부, 구건리, 갈평리/이탄리/(군북일소면) 대촌 일부, 석결리/도호리 | 군북면      | 소정리, 장계리, 지오리, 추소리, 환평리, 구건리(九巾里), 이평리, 석호리                         |
| 청산군       | 군내면(郡內面) 교동/평상리, 대사동/덕곡리 일부, 백운동 일부, 자매리/신평리/학촌리/덕곡리 일부, 장위리/(동면) 한곡리 일부, 상지전리/하지전리/백운동 일부, 하동/천서리, 한곡리 일부                                                                                    | 청산면      | 교평리, 대덕리, 백운리, 신매리, 장위리, 지전리, 하서리, 한곡리                                 |
| 청산군       | 동면(東面) 가지리/의동 일부, 인정리 일부/(군내면) 국화동, 판수리/인정리 일부, 효림리/목동/의동 일부 | 청산면      | 의지리, 인정리, 판수리, 효목리                                                                 |
| 청산군       | 북면(北面) 월남리/성촌리/대사전리, 상만월리/하만월리, 월명동/척치리, 화동/법곡리, 가삼리/사방리, 내예곡리/외예곡리 | 청산면      | 대성리, 만월리, 명치리, 법화리, 삼방리, 예곡리                                                 |
| 청산군       | 남면(南面) 고현리/원당리, 궁촌리/도면리 일부, 금점동/묘동/(옥천군 이내면) 우산리 일부, 삼거동/차남리, 사평리/소사동, 신기리/내저항리/외저항리, 점동/무회리/도면리 일부, 금현리/상금대리/하금대리                                                                     | 청남면      | 고당리, 궁촌리, 묘금리, 삼남리, 소서리, 양저리, 장수리, 조천리, 합금리                         |
| 청산군       | 서면(西面) 거흠리/포전리, 구장리/황음리, 신기리/두릉리/망월리/도곡리 일부/(보은군 삼승면) 원남리 일부, 대잠리/안치리, 마장리/도곡리 일부, 산성리/계하리, 상장연동/하장연동, 대화동/석성리                                                                            | 청서면      | 거포리, 구음리, 능월리, 대안리, 도장리, 산계리, 장연리, 화성리                                 |
- 1917년 10월 1일 내남면이 옥천면으로 개칭되었다.
- 1929년 4월 1일 이내면·이남면을 이원면으로, 청서면·청남면을 청성면으로 각각 합면하였다.[3]
- 1949년 8월 13일 옥천면 일원, 동이면 수북리, 군서면 서정리와 옥각리를 옥천읍으로 승격시켰다.[4]
- 1973년 7월 1일 안남면 오덕리, 인포리를 안내면으로 안내면 막지리, 용호리를 군북면으로, 군북면 장계리를 안내면에, 이원면 우산리를 동이면으로 편입하였다.
- 1990년 3월 31일 안남면 오대리를 옥천읍으로 편입하였다.

## 지리

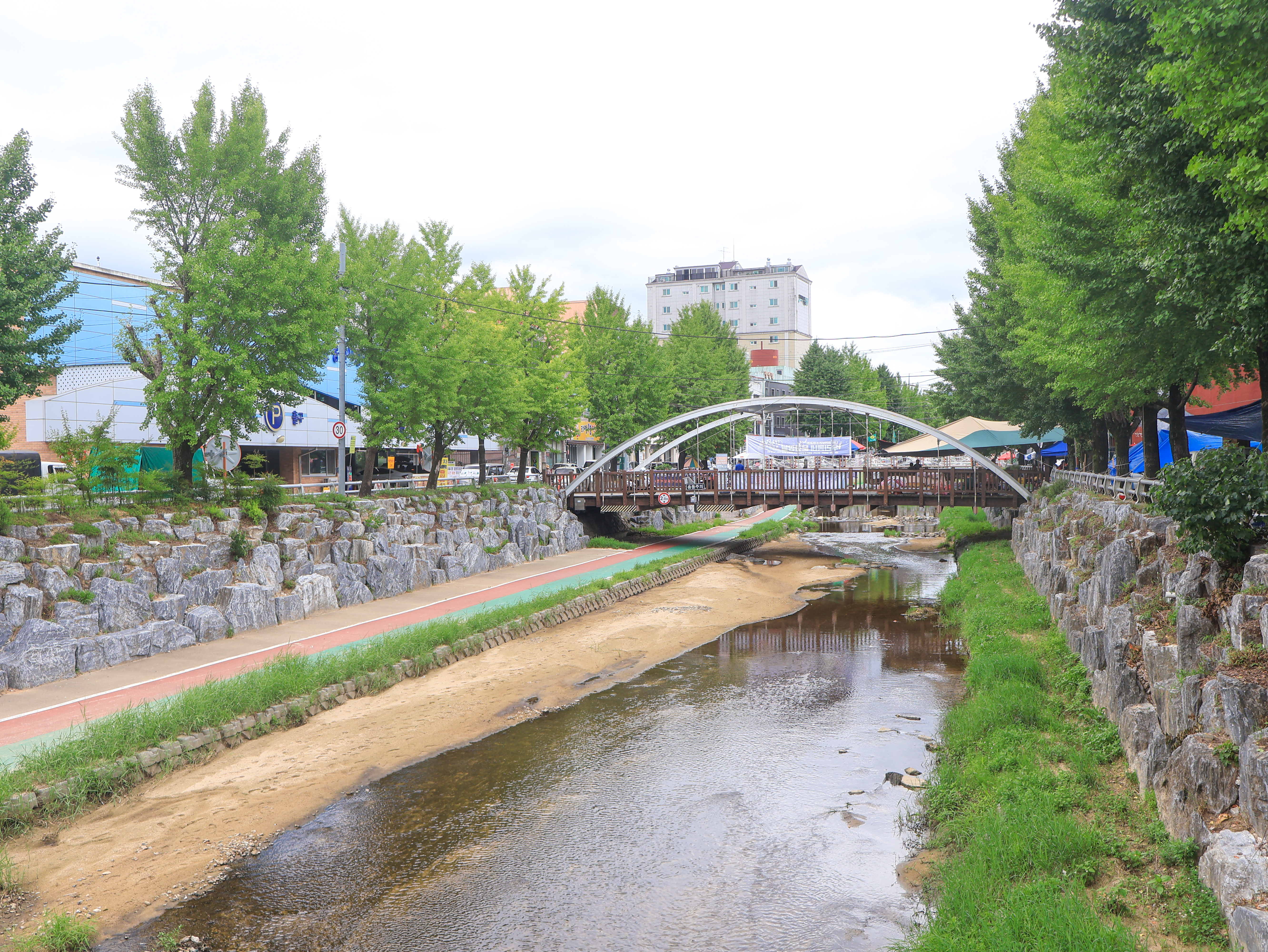
옥천읍에서 촬영한 금구천 (2024년 7월)

옥천은 대한민국의 중심점에 위치하고 있다. 서쪽으로 대전광역시, 남쪽으로 충청남도 금산군과 충청북도 영동군, 북쪽으로 보은군과 인접하며, 동쪽으로는 팔음산을 경계로 경상북도 상주시와 접한다. 금강 상류가 감입곡류 하며 북서류하고, 경부고속도로 및 철도가 군내를 관통하고 있다. 동부는 소백산맥의 지맥이 뻗어 마니봉, 월리봉, 대성산등이 중첩되어 있다. 사금, 흑연 등의 광산물과 하천을 중심으로 펼쳐지는 명승고적이 많다.
대전광역시의 위성도시로서 중요성이 강조되고 있으며, 대전의 근교 농업지이자 대전 근교의 공업단지로서 발전이 기대된다.

## 지질

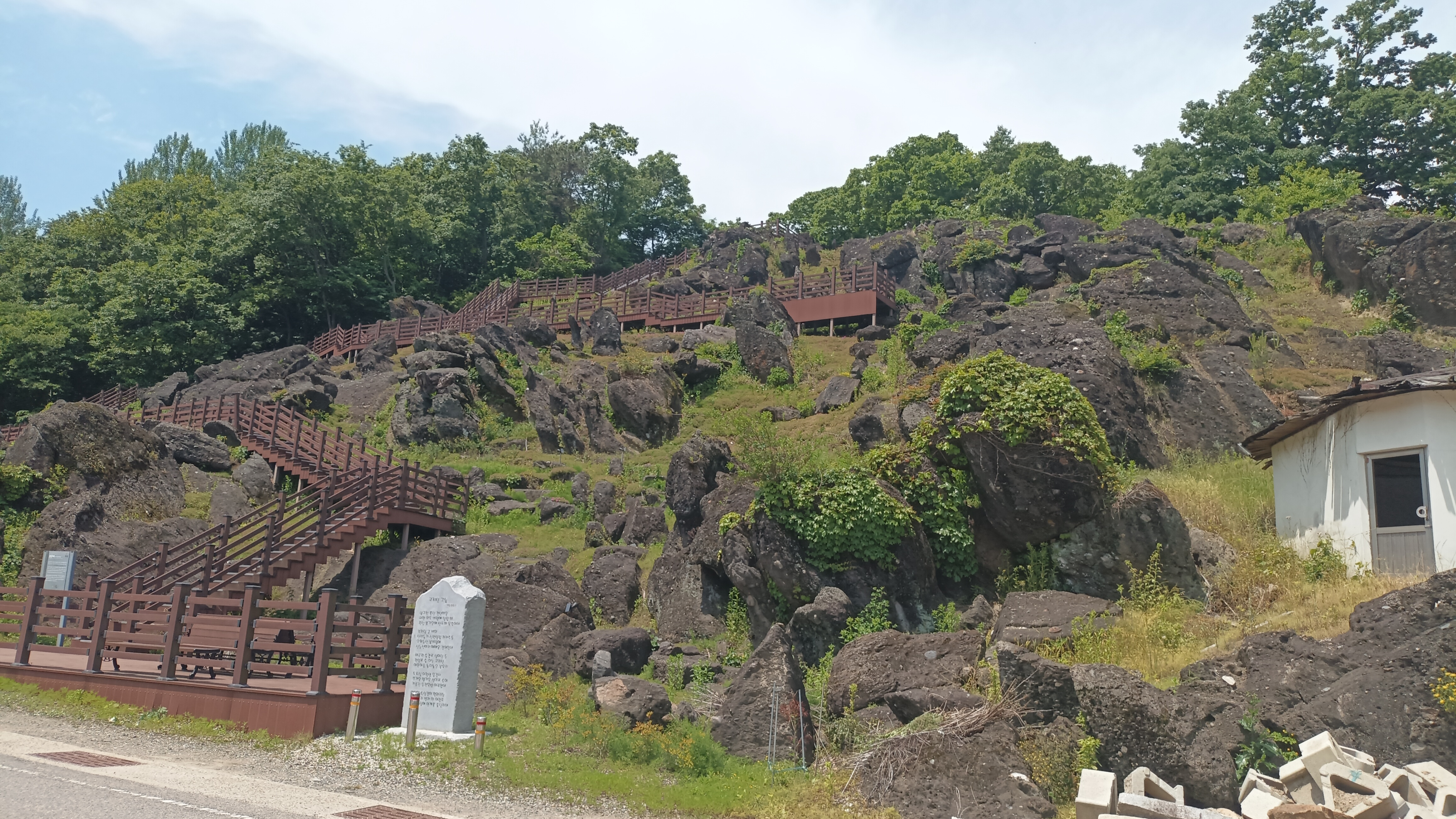
돌팡깨의 옥천 누층군 황강리층

### 옥천 누층군
변성퇴적암 지층 옥천 누층군은 옥천군에서 이름이 유래되었다. 이에 대해서는 옥천 누층군 및 옥천군의 지질 문서를 참조하라.

## 행정 구역
옥천군의 행정 구역은 1읍 8면으로 이루어져 있다. 군청은 옥천읍 삼양리에 있다. 옥천군의 면적은 537.06km2이다. 인구는 2022년 9월 기준으로 25,429세대, 55,429명이고, 이 중 56.2%가 옥천읍에 거주한다. 1966년 옥천군에는 112,094명의 인구가 거주하고 있었다.
| 읍면동 | 한자   | 면적   | 세대   | 인구   | 행정지도 |
| ------ | ------ | ------ | ------ | ------ | -------- |
| 옥천읍 | 沃川邑 | 47.54  | 13,098 | 28,691 |          |
| 동이면 | 東二面 | 60.19  | 1,821  | 3,202  |          |
| 안남면 | 安南面 | 31.78  | 807    | 1,415  |          |
| 안내면 | 安內面 | 64.32  | 1,136  | 1,900  |          |
| 청성면 | 靑城面 | 82.9   | 1,459  | 2,350  |          |
| 청산면 | 靑山面 | 72.47  | 1,770  | 2,926  |          |
| 이원면 | 伊院面 | 66.33  | 2,305  | 4,022  |          |
| 군서면 | 郡西面 | 45.94  | 1,279  | 2,164  |          |
| 군북면 | 郡北面 | 65.59  | 1,754  | 2,980  |          |
| 옥천군 | 沃川郡 | 537.06 | 25,429 | 49,650 |          |

## 군청
- 현재 옥천군청은 충청북도 옥천군 옥천읍에 있다.

## 교통
경부고속철도, 경부고속도로, 경부선이 모두 옥천군을 지난다. 인접한 대전광역시와 밀접한 생활권을 형성하고 있다.
- 경부고속도로 옥천 나들목, 금강 나들목(금강휴게소)
- 경부선 철도 옥천역

| 1 | 비룡 분기점 ↔ 옥천 나들목 ↔ 금강 나들목 ↔ 영동 나들목 |

| 4   | 옥천로                 | 19  | 남부로     | 37  | 대청로, 안내보은로                 | 501 | 옥천동이로, 이원로 |
| 502 | 안내삼승로, 안내회남로 | 514 | 이원심천로 | 575 | 안남로, 합금로, 안내수한로, 양저로 |     |                    |

| 경부선 | 대전역 ↔ 옥천역 ↔ 이원역 ↔ 지탄역 ↔ 심천역 |

| 옥천시외버스공용정류소 | 시외버스 노선 운행 |

## 언론
- 옥천신문
- 옥천향수신문

## 학군

### 초등학교
- 삼양초등학교 (옥천읍 마암리 5-1)
- 장야초등학교 (옥천읍 장야리 168)
- 죽향초등학교 (옥천읍 문정리 83)
- 군남초등학교 (옥천읍 서대리 279)
- 이원초등학교 (이원면 강청리 14-7)
- 동이초등학교 (동이면 평산리 72-1)
- 동이초등학교 우산분교 (동이면 우산리 825)
- 청산초등학교 (청산면 지전리 34)
- 증약초등학교 (군북면 증약리 641)
- 증약초등학교 대정분교 (군북면 대정리 577)
- 청성초등학교 (청성면 신계리 234)
- 군서초등학교 (군서면 동평리 551)
- 안내초등학교 (안내면 현리 115-2)
- 안남초등학교 (안남면 연주리 416)

### 중학교
- 옥천중학교 (옥천읍 삼양리 163)
- 옥천여자중학교 (옥천읍 문정리 455-2)
- 이원중학교 (이원면 건진리 559)
- 안내중학교 (안내면 인포리 289)
- 청산중학교 (청산면 백운리 333-1)

### 고등학교
- 옥천고등학교 (옥천읍 삼양리 115-4)
- 충북산업과학고등학교 (옥천읍 문정리 247)
- 청산고등학교 (청산면 백운리 333-1)

### 대학교
- 충북도립대학교 (옥천읍 문정리 480-1)

## 문화·관광

### 역사
- 옥천 육영수 생가
- 정지용 생가
- 옥천향교

### 자연
- 장령산자연휴양림
- 금강유원지
- 돌팡깨 (옥천 누층군 황강리층
- 부소담악

### 체육시설

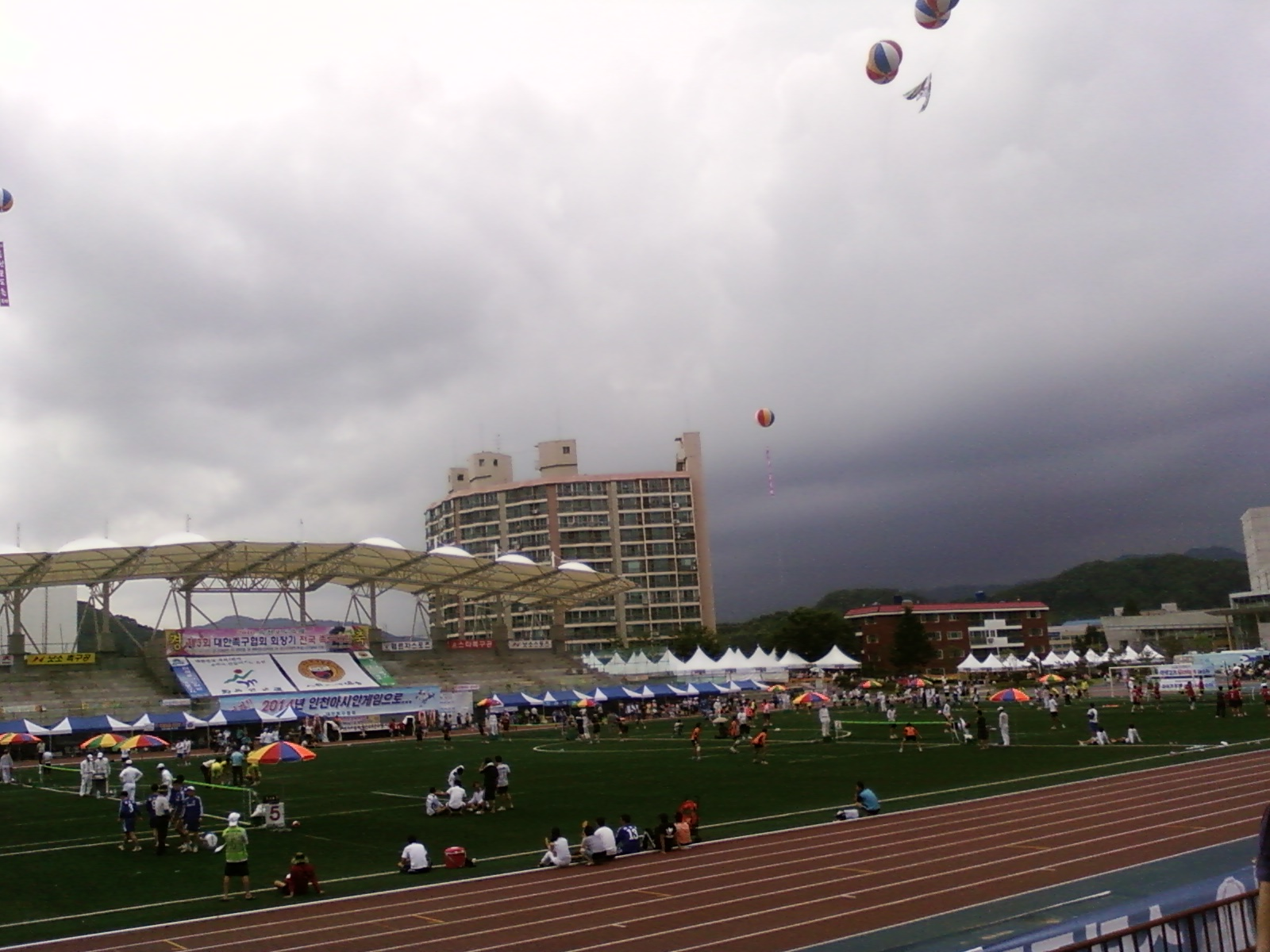
족구 경기가 진행 중인 옥천종합운동장

- 옥천학생야영장
- 옥천공설운동장

## 자매 도시
옥천군은 4곳(대한민국 3곳, 일본 1곳)과 자매결연을 맺었다. 대한민국 대전 동구, 경기 부천시, 대전 대덕구, 그리고 일본 아오모리의 고노헤마치와 자매결연을 맺고 교류협력 중이다.

## 성씨
- 옥천 전씨
- 옥천 육씨
- 관성 황씨